# Самак Микола Миколайович
Мико́ла Миколáйович Самак (15 березня 1992 — 20 січня 2015) — солдат Збройних Сил України, учасник російсько-української війни. Один із «кіборгів».

## Життєпис
Народився в селі Баня-Березів, Косівського району, Івано-Франківської області. В раньому віці залишився без батьків[джерело?]. Має сестру Надію. Проживав в селі Текуча.
Закінчив Івано-Франківський коледж фізичного виховання. У зоні бойових дій перебував з жовтня 2014 року, солдат, командир відділення, стрілець зенітно-ракетного взводу 3 батальйону 80-ї окремої аеромобільної бригади.
20 січня 2015-го загинув під час оборони аеропорту Донецька. Група, у складі якої був Микола, мала завданням доставити до нового термінала зенітну установку — була необхідна для зачистки верхніх поверхів будівлі від терористів. В умовах обмеженої видимості та безперервних гранатометних обстрілів МТ-ЛБ згорів цілком. Після вибуху та утворення завалів у новому терміналі аеропорту доля Миколи була невідомою.
Через місяць тіло Миколи Самака вдалося вивезти з ДАП разом з тілами Владислава Алексейчука, Олексія Марченка, Петра Савчука та Дмитра Ґудзика.
Похований як невідомий Герой у Дніпропетровську. Впізнаний за експертизою ДНК.
Лишилася сестра Надія.
Перепохований 10 липня 2016 року в селі Баня-Березів.

## Нагороди та вшанування
- Указом Президента України № 330/2016 від 11 серпня 2016 року, «за особисту мужність і високий професіоналізм, виявлені у захисті державного суверенітету та територіальної цілісності України, вірність військовій присязі», нагороджений орденом «За мужність» III ступеня (посмертно)[2].
- Нагороджений нагрудним знаком «За оборону Донецького аеропорту» (посмертно).
- 4 лютого 2017 року в Косові відбувся турнір з волейболу пам'яті Миколи Самака.
- Нагороджений відзнакою командира 80-ї ОДШБр (посмертно).
- Вшановується в меморіальному комплексі «Зала пам'яті», в щоденному ранковому церемоніалі 20 січня[3][4].